# بوم‌شناسی رفتاری
بوم‌شناسی رفتار یا بوم‌شناسی رفتاری (به انگلیسی: Behavioral ecology) مطالعهٔ فرگشت رفتار جانوران بر اساس فشارهای بوم‌شناسی است. پدید آمدن مفهوم بوم‌شناسی رفتاری در رفتارشناسی جانوران پس از آن بود که نیکلاس تینبرگن چهار پرسش اساسی را مطرح کرد. چهار پرسش وی (به انگلیسی: proximate causes)، انتوژنی، سازگاری (زیست‌شناسی) و درخت تبارزایی می‌باشند.
اگر یک ارگانیسم ویژگی‌هایی را دارد که منفعت انتخابی و اهمیت سازگاری دارد، طبیعت آن را مطلوب دانسته و انتخاب می‌کند که همان انتخاب طبیعی است.
سازگاری مربوط به ویژگی‌هایی است که بر تناسب اندام جانوران اثر می‌گذارد و به نوبه خود در موفقیت تولیدمثل جانور قابل اندازه‌گیری است.